# Miss Universe 1983

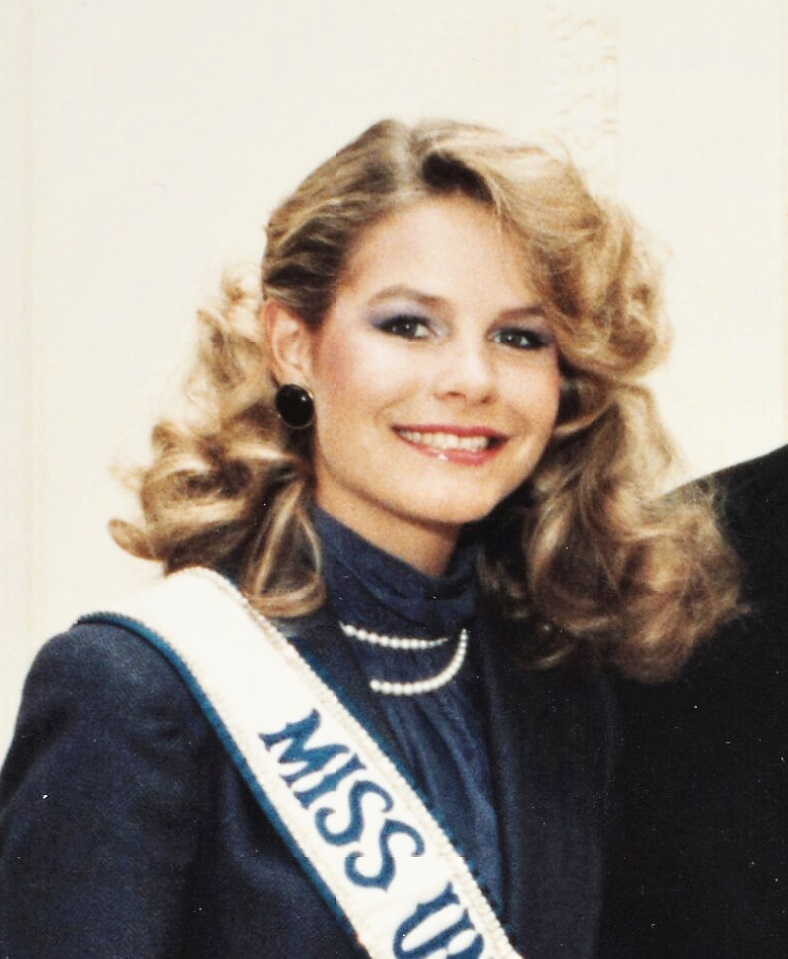

Der Wettbewerb um die 32. Miss Universe mit 80 Teilnehmerinnen fand am 11. Juli 1983 im Kiel Auditorium in St. Louis statt. Die Siegerin des Wettbewerbs Lorraine Downes aus Neuseeland wurde von der Vorjahressiegerin Karen Dianne Baldwin aus Kanada gekrönt. Dies war das erste und einzige Mal, dass Neuseeland den Wettbewerb gewonnen hat.
| Land                  | Schreibweise bei Pageantopolis | Schreibweise in der Heimatsprache | Teilnahme an weiteren Wettbewerben |
| --------------------- | ------------------------------ | --------------------------------- | ---------------------------------- |
| Platzierungen         |                                |                                   |                                    |
| 1. Neuseeland         | Lorraine Elizabeth Downes      | Lorraine Downes                   |                                    |
| 2. Vereinigte Staaten | Julie Lynne Hayek              | Julie Hayek                       |                                    |
| 3. Irland             | Roberta Brown                  | Roberta Brown                     |                                    |
| 4. Schweiz            | Lolita Laura Morena            | Lolita Morena                     |                                    |
| 5. England            | Karen Moore                    | Karen Moore                       |                                    |
| Top 12                |                                |                                   |                                    |
| Finnland              | Nina Rekola                    | Nina Rekola                       |                                    |
| BR Deutschland        | Loana Katharina Radecki        | Loana Radecki                     |                                    |
| Italien               | Federica Moro                  | Federica Moro                     |                                    |
| Norwegen              | Karen Dobloug                  | Karen Dobloug                     |                                    |
| Singapur              | Kathie Lee                     | Kathie Lee                        |                                    |
| Spanien               | Ana Herrero                    | Ana Herrero                       |                                    |
| Venezuela             | Paola Laura Ruggeri Ghigo      | Paola Ruggeri                     |                                    |

## Auszeichnungen
| Besondere Auszeichnungen | Gewinner                       |
| ------------------------ | ------------------------------ |
| Miss Amity               | Gambia – Abbey Scattrel Janneh |
| Miss Photogenic          | Schweiz – Lolita Morena        |
| Bestes Nationales Kostüm | Südkorea – Jong-jun Kim        |

## Jury
- Irene Sáez Miss Universe 1981
- Lewis Collins
- Rosemary Rogers
- Patricia Neary
- Peter Diamandis
- Marlin Perkins
- Ken Norton
- Rocío Jurado
- Ruby Keeler

## Teilnehmerinnen
- Amerikanische Jungferninseln – Julie Elizabeth Woods
- Argentinien – María Daniela Carara
- Aruba – Milva Evertsz
- Australien – Simone Cox
- Bahamas – Christina Thompson
- Belgien – Françoise Bostoen
- Belize – Shirlene Dianne McKay
- Bermuda – Angelita Diaz
- Bolivien  – Cecilia Zamora
- Brasilien – Mariza Fully Coelho
- BR Deutschland – Loana Katharina Radecki
- Britische Jungferninseln – Anna Maria Joseph
- Cayman Islands – Effie Ebanks
- Chile  – María Josefa Isensee Ugarte
- Cookinseln – Carmena Blake
- Costa Rica – María Gabriela Pozuelo
- Curaçao – Maybelline Altagracia Snel
- Dänemark – Inge Ravn Thomsen
- Dominikanische Republik – Alexandra Astwood
- Ecuador – Mariela García
- El Salvador – Claudia Oliva
- England – Karen Moore
- Finnland – Nina Marjaana Rekkola
- Frankreich – Frederique Leroy
- Französisch-Guayana – Marie Georges Achamana
- Gambia – Abbey Scattrel Janneh
- Gibraltar – Louise Gillingwater
- Griechenland – Plousia Farfaraki
- Guadeloupe – Nicole LeBorgne
- Guam – Pamela Booth
- Guatemala – Berta Victoria Gonzales
- Honduras – Ollie Thompson
- Hongkong – Cherona Yeung
- Island – Unnur Steinsson
- Indien – Rekha Hande
- Indonesien – Andi Botenri
- Irland – Roberta Brown
- Israel – Shimona Hollender
- Italien – Federica Moro
- Japan – Yuko Yamaguchi
- Kanada – Jodi Rutledge
- Kolumbien  – Julie Pauline Sáenz Starnes
- Libanon – May Mansour Chahwan
- Malaysia – Puspa Mohammed
- Malta – Christine Bonnici
- Martinique – Marie Lina Laupa
- Mexiko – Monica Rosas
- Namibia – Astrid Klotzsch
- Neuseeland – Lorraine Elizabeth Downes
- Niederlande – Nancy Lalleman Heynis
- Nördliche Marianen – Thelma Mafnas
- Norwegen – Karen Elisabeth Dobloug
- Österreich – Mercedes Stermitz
- Panama – Elizabeth Bylan Bennett
- Papua-Neuguinea – Shannelle Bray
- Paraguay – Mercedes Bosch
- Peru – Vivien Griffiths
- Philippinen – Rosita Cornel Capuyon
- Portugal – Anabella Elisa Ananiades
- Puerto Rico – Carmen Batíz Vergara
- Réunion – Eliane LeBeau
- Schottland – Linda Renton
- Singapur – Kathie Lee
- Sint Maarten – Falute Mama Aluni
- Spanien – Ana Isabela Herrero
- Sri Lanka – Shyama Fernando
- Schweden – Viveca Miriam Jung
- Schweiz – Lolita Morena
- Südafrika – Leanne Hosking
- Südkorea – Jong-jun Kim
- Thailand – Jinda Nernkrang
- Transkei – Nomxousi Xokelelo
- Trinidad und Tobago – Sandra Williams
- Türkei – Dilara Haracci
- Turks- und Caicosinseln – Lolita Ariza
- Uruguay – María Jacqueline Beltrán
- Vereinigte Staaten – Julie Hayek
- Venezuela – Paola Ruggeri
- Wales – Lianne Gray
- Zypern – Marina Elena Rauscher